# Wilde Töne

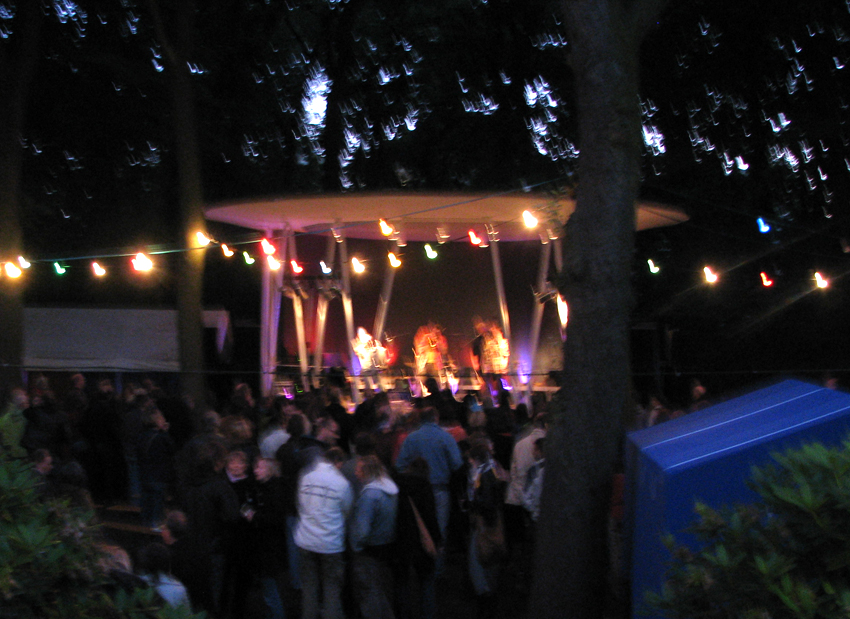
Wilde Töne: Open-Air-Konzert auf der Bühne des Stadtpark-Restaurants

Wilde Töne war ein Festival für Folk- und Weltmusik, das 2007 bis 2016 im östlichen Ringgebiet von Braunschweig stattfand.
Regionale und internationale Musiker präsentierten dabei verschiedene Strömungen und Musikszenen und nutzten dieses Forum für Musik aus den Bereichen Folk, Weltmusik und Crossover zum Austausch unter den verschiedenen Künsten, Stilen und Kulturen. Veranstalter war der gemeinnützige Verein „initiative folk! e. V.“.

## Geschichte
Das Festival „Wilde Töne“ wurde 2007 ins Leben gerufen, fand an drei Tagen und vier Veranstaltungsorten statt. Das Festival fand alle zwei Jahre an verschiedenen Spielorten in Festsälen, Kirchen und Open Air statt.
Seit 2008 lief im Vorfeld des Festivals über mehrere Monate die Veranstaltungsreihe „Auftakt! Wilde Töne“. Seit 2010 wurde zwischen den Festivaljahren „Zwischentöne“ veranstaltet, sodass nun jährlich ein Festival veranstaltet wurde.
Im Jahr 2017 gab der Veranstalter bekannt, aus finanziellen und personellen Gründen die Projekte zu beenden und keine weiteren Veranstaltungen zu planen.